# Villapourçon
Villapourçon é uma comuna francesa na região administrativa de Borgonha-Franco-Condado, no departamento Nièvre. Estende-se por uma área de 52,09 km². Em 2010 a comuna tinha 419 habitantes (densidade: 8 hab./km²).